# Franjo Krleža
Franjo Krleža (Krapina, 8. prosinca 1908. -  Krapinske Toplice, 20. listopada 1988.), hrvatski kemičar i katolički laik.

## Životopis
Rođen je 8. prosinca 1908. u Krapini, gdje je pohađao osnovnu školu. U Zagrebu je pohađao Drugu realnu gimnaziju, na kojoj je maturirao 1927. Kemiju je studirao na Filozofskom fakultetu u Innsbrucku, gdje je bio aktivan u Jugoslavenskom katoličkom akademskom društvu, i Zagrebu gdje je diplomirao 1931., a zatim i doktorirao 1941.
Bio je asistent u Kemijskom zavodu Filozofskoga fakulteta, službovao je u srednjim školama u Gospiću, Varaždinu i Zagrebu, gdje je bio i upravitelj zvjezdarnice. Također, bi je i urednik časopisa Priroda od 1943. do 1945. Nakon Drugog svjetskog rata radio je u industriji i Zavodu za fizikalnu kemiju Filozofskoga i Prirodoslovno-matematičkoga fakulteta u Zagrebu. Od 1954. živio je u Sarajevu, gdje je radio kao docent i profesor analitičke kemije na Filozofskom fakultetu. Osnovao je katedru za analitičku kemiju na Prirodoslovno-matematičkom fakultetu, na kojoj je bio predstojnik do 1977. godine.
Od 1969. do 1979. bio je ravnatelj i predsjednik Naučnoga vijeća Kemijskog instituta Prirodoslovno-matematičkoga fakulteta u Sarajevu. Bio je organizator i prvi voditelj nastave trećeg stupnja kemije na Prirodoslovno-matematičkom fakultetu u Sarajevu. Obavljao je više dužnosti u Uniji kemijskih društava Jugoslavije te je bio predstavnik Unije u Radnoj grupi analitičke kemije u Federaciji europskih kemijskih društava. Više godina vodio je odbor za fundamentalne nauke pri Republičkom savjetu za naučni rad  Bosne i Hercegovine. 1977. ga je Kraljevska švedska akademija znanosti imenovala članom Nobelova odbora za predlaganje nobelovaca s područja kemije za 1978.
Bavio se analtičkom kemiom, a posebice koloidnom kemijom - granom kemije koja proučava tvari u stanju velike razdrobljenosti, suprotno od kristalnoga stanja - te međunarodnom obradom biografskih podataka iz svoje struke, sastavivši niz biografija.

## Pisani radovi[2]
Objavljivao je u više od 140 stručnih i znanstvenih članaka u Croatia chemica acta, Glasniku kemičara i tehnologa BIH, koji je uređivao više godina, Arhivu za kemiju i tehnologiju, Nastavnom vjesniku, Vjesniku ljekarnika, Kolloid Zeitschriftu, Hemijskoj industriji, Kemiji u industriji i drugdje. Objavio je više populrnih članaka u časopisu Hrvatskog prirodoslovnog društva Prirodi, kojemu je bio urednik od 1943. do početka 1945. Sarajevsko sveučilište tiskalo je njegove skripte i koristile ih u nastavi.  
Prije rata izašla mu je manja knjiga "Kemijski anfinitet i kemijska valencija" 1937., a svetojeronimsko društvo izdalo mu je knjigu "Pučka fizika - nauka o općim prirodnim zakonima" 1940. Nakon Drugog svjetskog rata objavio je udžbenik "Osnove analitičke kemije" 1964. i priručnik "Praktikum kvavtitativne analize. 1963. Prirodoslovno-matematički fakultet u Sarajevu izda je 1977. knjigu "Ispitivanje utjecaja strukture na kemijsku reaktivnost supstanci: naučnoistraživački projekat". Vodio je više znanstvenoistraživačkih projekata. Nakon umirovljenja vratio se u Zagreb. Umro je u Krapinskim Toplicama 20. listopada 1988., a pokopan je u Krapini. 

## Katolički život[2]
Od rane mladosti bio je angažiran u Hrvatskom katoličkom pokretu, posebice u svetojeronimskom književnom društvu. Pisao je u Luči, Obitelji, Hrvatskoj straži, Hrvatskoj prosvjeti, Seljačkim novinama, Napretku, Danici, najčešće u književnim i slikarskim temama te o kemijskim strukturama. Više članaka posvetio je kulturi i povijesti rodne Krapine. I nakon rata aktivno je sudjelovao u radu Književnog društva Sv.Ćirila i Metoda. Radovan Grgec zapisao je o njemu u Danici iz 1990.u nekrologu zaključivši: 